# Sean Delaney (músico)
Prentice John Delaney Jr. (Tempe, 8 de enero de 1945-Utah, 13 de abril de 2003), más conocido como Sean Delaney, fue un músico, productor discográfico, mánager y compositor estadounidense, más conocido por su trabajo con la banda de rock Kiss desde principios de la década de 1970 hasta comienzos de los años 1980.

## Carrera
Se le atribuye en gran medida el desarrollo de su coreografía en el escenario de Kiss, y coescribió algunas canciones con Paul Stanley, incluyendo "Mr. Speed", "Makin' Love", y "Take Me" del álbum de 1976 Rock and Roll Over, y "All American Man" del álbum de 1977 Alive II.
También coescribió la canción "Rocket Ride" con Ace Frehley para el mismo álbum, una canción que siguió siendo un elemento básico del directo de Frehley a lo largo de su carrera en solitario y que se utilizó como título de su gira de 2008. Asimismo, produjo y coescribió canciones para los álbumes en solitario autotitulados de Gene Simmons y Peter Criss en 1978. Los aficionados y las personas cercanas a la banda suelen referirse a él como "el quinto miembro de Kiss".
Falleció el 13 de abril de 2003 tras sufrir diabetes durante varios años.